# Anguis
Anguis is een geslacht van pootloze hagedissen uit de familie hazelwormen (Anguidae).

## Naam en indeling
De wetenschappelijke naam van de groep werd voor het eerst voorgesteld door Carl Linnaeus in 1758. Er zijn vijf soorten waarvan de hazelworm (Anguis fragilis) de bekendste is.
De andere soorten hadden vroeger een andere taxonomische status. Anguis cephallonica en Anguis colchica bijvoorbeeld waren lange tijd ondersoorten van de hazelworm en Anguis incomptus werd tot 2008 tot het geslacht Ophisaurus gerekend en is pas recentelijk ingedeeld bij Anguis. De hagedis Ophisaurus incomptus werd ook lange tijd tot het geslacht Anguis gerekend en wordt in de literatuur nog onder de oude wetenschappelijke naam vermeld.

## Verspreiding en habitat
De soorten komen voor in delen van Europa tot in Het Arabisch Schiereiland en leven in de landen Albanië, Andorra, Azerbeidzjan, België, Bosnië, Bulgarije, Duitsland, Estland, Frankrijk, Georgië, Griekenland, Hongarije, Kroatië, Iran, Italië, Liechtenstein, Litouwen, Moldavië, Montenegro, Nederland, Noord-Macedonië, Noorwegen, Oekraïne, Oostenrijk, Polen, Portugal, Roemenië, Rusland (alleen de enclave Oblast Kaliningrad en uiterst zuidelijk Dagestan), Servië, Slovenië, Slowakije, Spanje, Tsjechië, Turkije, Zweden en Zwitserland. Alle soorten zijn bodembewoners die in de strooisellaag leven. De vrouwtjes zetten geen eieren af, de jongen komen volledig ontwikkeld ter wereld.
Door de internationale natuurbeschermingsorganisatie IUCN is aan één soort een beschermingsstatus toegewezen. De soort Anguis cephallonica wordt als 'gevoelig' beschouwd (Near Threatened of NT).

## Soorten
Het geslacht omvat de volgende soorten, met de auteur en het verspreidingsgebied.
| Naam                        | Auteur         | Verspreidingsgebied |
| --------------------------- | -------------- | --- |
| Anguis cephallonica         | Werner, 1894   | Zuidelijk Griekenland |
| Anguis colchica             | Nordmann, 1840 | Armenië, Bulgarije, Iran, Litouwen, Polen, Slowakije, Roemenië, Rusland, Tsjechië |
| Hazelworm (Anguis fragilis) | Linnaeus, 1758 | Albanië, Andorra, Azerbeidzjan, België, Bosnië, Bulgarije, Duitsland, Estland, Frankrijk, Georgië, Griekenland, Hongarije, Kroatië, Italië, Liechtenstein, Macedonië, Moldavië, Montenegro, Nederland, Noorwegen, Oekraïne, Oostenrijk, Polen, Portugal, Roemenië, Rusland (alleen de enclave Oblast Kaliningrad en uiterst zuidelijk Dagestan), Servië, Slovenië, Spanje, Tsjechië, Turkije, Zweden, Zwitserland |
| Anguis graeca               | Bedriaga, 1881 | Albanië, Griekenland, Macedonië |
| Anguis veronensis           | Pollini, 1818  | Zuidelijk Frankrijk, Italië |